# Juan Pajota
El capità Juan Pajota (c. 1914 - Chicago, 1976) va ser un militar filipí que es va veure implicat en el rescat de Cabanatuan, ocorregut a les Filipines el 30 de gener de 1945, protagonitzat per l'exèrcit dels Estats Units i guerrillers filipins, i que va resultar amb l'alliberament de més de cinc cents presoners de guerra estatunidencs, internats en un camp proper a Cabanatuan.